# Leßnitz, Nemški Grebinj
Leßnitz je naselje v Občini Nemški Grebinj v Okraju Šentvid ob Glini na Koroškem v Avstriji.